# Sarnów (gromada w powiecie będzińskim)
Sarnów – dawna gromada, czyli najmniejsza jednostka podziału terytorialnego Polskiej Rzeczypospolitej Ludowej w latach 1954–1972.
Gromady, z gromadzkimi radami narodowymi (GRN) jako organami władzy najniższego stopnia na wsi, funkcjonowały od reformy reorganizującej administrację wiejską przeprowadzonej jesienią 1954 do momentu ich zniesienia z dniem 1 stycznia 1973, tym samym wypierając organizację gminną w latach 1954–1972.
Gromadę Sączów z siedzibą GRN w Sarnowie utworzono – jako jedną z 8759 gromad na obszarze Polski – w powiecie będzińskim w woj. stalinogrodzkim, na mocy uchwały nr 14/54 WRN w Stalinogrodzie z dnia 5 października 1954. W skład jednostki weszły obszary dotychczasowych gromad Malinowice, Preczów i Sarnów ze zniesionej gminy Łagisza, a także obszar dotychczasowej gromady Marianki oraz kolonia Kostury z dotychczasowej gromady Bielowizna i kolonia Ratanice z dotychczasowej gromady Warężyn ze zniesionej gminy Ząbkowice, w tymże powiecie; ponadto oddziały leśne nr nr 109-128 i 217-219 z Nadleśnictwa Gołonóg. Dla gromady ustalono 19 członków gromadzkiej rady narodowej.
20 grudnia 1956 województwo stalinogrodzkie przemianowano (z powrotem) na katowickie.
1 stycznia 1958 z gromady Sarnów wyłączono przysiółek Hektary, włączając go do gromady Strzyżowice w tymże powiecie.
1 stycznia 1966 z gromady Sarnów wyłączono kolonię Kostury o powierzchni 10,29 ha, włączając ją do miasta Ząbkowice w tymże powiecie.
Gromada przetrwała do końca 1972 roku, czyli do kolejnej reformy gminnej.